# Ahercostomus jiangchenganus
Ahercostomus jiangchenganus är en tvåvingeart som först beskrevs av Yang och Saigusa 2001.  Ahercostomus jiangchenganus ingår i släktet Ahercostomus och familjen styltflugor.
Artens utbredningsområde är Yunnan (Kina). Inga underarter finns listade i Catalogue of Life.